# Liste von Suggestivnamen deutscher Waffen im Zweiten Weltkrieg
1944 forderte Joseph Goebbels Dienststellen der Wehrmacht dazu auf, „suggestiv wirkende Namen“ für „besonders hochwertige“ neue Waffen vorzuschlagen, um sie „in der Heimat bekanntzumachen und ihre propagandistische Wirkung auf das feindliche und neutrale Ausland“ zu erhöhen. Hitler behielt sich die Namensgebung für weitere neue Waffen vor.
| Waffe                                                             | Name                   |
| ----------------------------------------------------------------- | ---------------------- |
| Focke-Wulf Ta 152                                                 | Würger                 |
| Heinkel He 162                                                    | Spatz                  |
| Messerschmitt Me 163                                              | Komet                  |
| Messerschmitt Me 262                                              | Sturmvogel             |
| Dornier Do 335                                                    | Pfeil                  |
| Junkers Ju 388                                                    | Störtebeker            |
| Messerschmitt Me 410                                              | Hornisse               |
| Arado Ar 234                                                      | Blitz                  |
| Junkers Ju 188                                                    | Rächer                 |
| Panzerkampfwagen V Panther                                        | Panther                |
| Panzerkampfwagen VI Tiger                                         | Tiger                  |
| 8,8 cm Pak auf Fahrgest. III/IV                                   | Nashorn                |
| 8,8 cm Sturmgeschütz Porsche                                      | Elefant                |
| Ferngelenkter Sprengstoffträger                                   | Goliath                |
| Pioniergerät zum Sprengen von Anlagen mit explosiven Gasgemischen | Taifun                 |
| s. Pz. Jäger auf Fahrgest. Tiger                                  | Jagdtiger              |
| s. Pz. Jäger auf Fahrgest. Panther                                | Jagdpanther            |
| A4                                                                | Feuerteufel            |
| Rheinbote                                                         | Meteor                 |
| Hochdruckpumpe                                                    | Fleißiges Lieschen     |
| K5 (glatt)                                                        | Schlanke Bertha        |
| Raketenpanzerbüchse 54                                            | Panzerschreck Ofenrohr |
| 8,8 cm RM43                                                       | Puppchen               |
| 7,5 cm PAK 40                                                     | Marder                 |
| Panzerkampfwagen II Ausf. L                                       | Luchs                  |
| Gefechtsfeldaufklärer VK 16.02 auf Basis des Panzerkampfwagen II  | Leopard                |